# Rigolato
Rigolato é uma comuna italiana da região do Friuli-Venezia Giulia, província de Udine, com cerca de 640 habitantes. Estende-se por uma área de 30 km², tendo uma densidade populacional de 21 hab/km². Faz fronteira com Comeglians, Forni Avoltri, Paluzza, Prato Carnico.

## Demografia
| Variação demográfica do município entre 1861 e 2011                               |
|                                                                                   |
| Fonte: Istituto Nazionale di Statistica (ISTAT) - Elaboração gráfica da Wikipedia |